# Бор (Коношский район)
Бор — деревня в Коношском районе Архангельской области. Входит в состав Тавреньгского сельского поселения.

## География
Находится в юго-западной части Архангельской области на расстоянии приблизительно 50 км на восток-юго-восток по прямой от административного центра района поселка Коноша.

## История
В 1859 году здесь (деревня Вельского уезда Вологодской губернии) было учтено 26 дворов.

## Население
Численность населения: 226 человек (1859 год), 97 (русские 99 %) в 2002 году, 50 в 2010.